# Pyramid

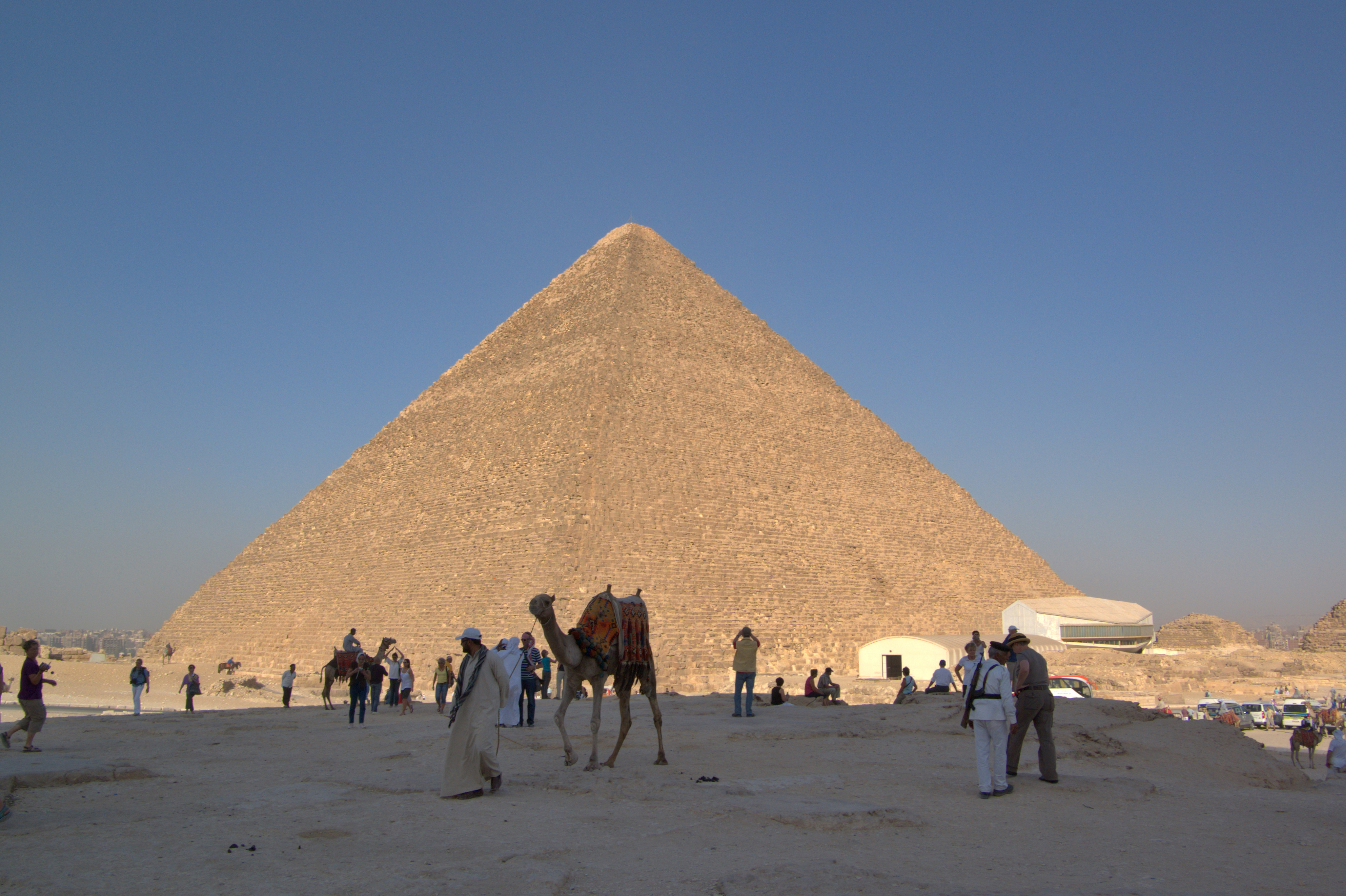
Cheopspyramiden i Kairo.

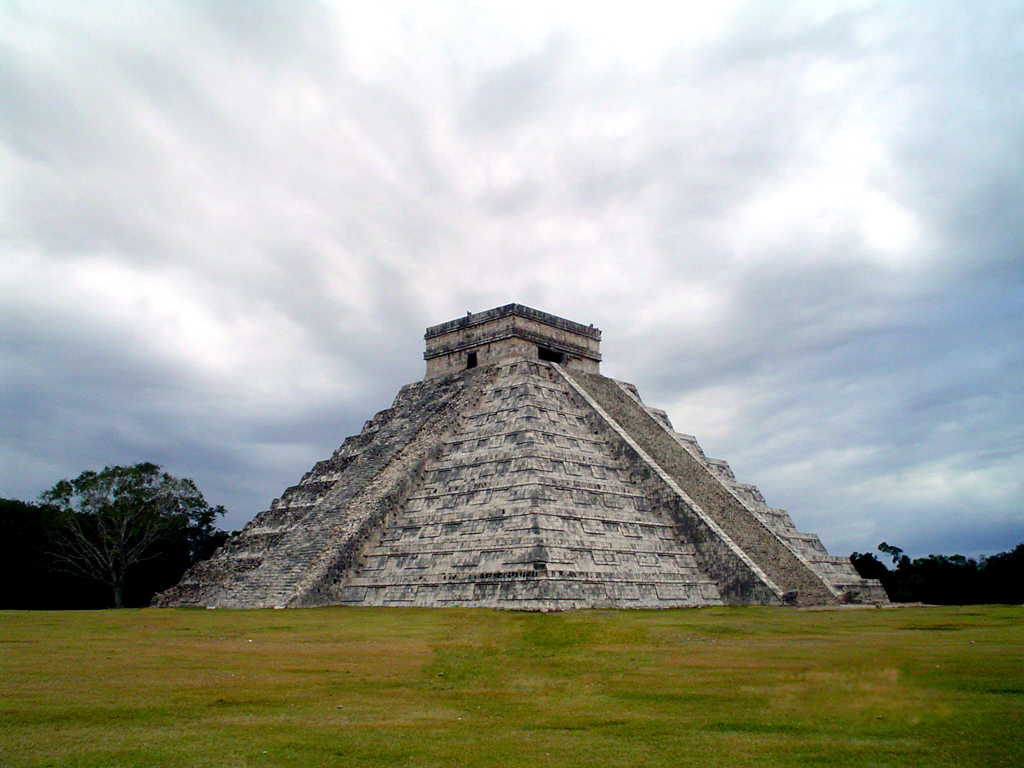
Pyramiden vid Chichén Itzá är en typisk mesoamerikansk pyramid.

Storleksjämförelse mellan olika pyramider från olika kulturer och tider.

Pyramid (från grekiskans πυραμίς, pyramis) är en benämning på vissa byggnadsverk som uppförts av olika folk genom historien. Den har även namngett den geometriska figuren pyramid. Pyramiderna var kultplatser som i några kulturer var gravmonument vilka skulle säkra en avliden härskares minne och eviga liv, medan de i andra kulturer tjänade som tempel där prästerna kunde komma närmare gudarna. De mest kända pyramiderna i världen är pyramiderna i Giza, Egypten. Vissa mäktigare faraoner hade mer än en pyramid.

## Forntida Egypten
Egyptens tredje dynasti i det Gamla riket (cirka 2680–2150 f.Kr.) var den första som började bygga pyramider. Föregångaren till de egyptiska pyramiderna var mastaban. Den första arkeologiskt belagda pyramiden tillskrivs arkitekten Imhotep, som när han byggde ett gravmonument åt farao Djoser, var den första att tillämpa metoden att bygga ett antal mastabor ovanpå varandra i minskande storlek, vilka formade en trappa. Byggnaden kallas för Djosers trappstegspyramid i Sakkara – vilken, enligt en teori, var avsedd att tjäna som en gigantisk avsats som den döde faraos själ skulle använda för att nå himlen. Imhoteps prestation ansågs vara av sådan vikt att han senare upphöjdes till gud av egyptierna. 
Efter denna första period byggdes många fler pyramider, av vilka några övergavs innan de var färdiga. En berömd pyramid är "Den böjda pyramiden": halvvägs upp verkar det som om pyramidbyggarna började frukta att pyramidsidorna sluttade i en alltför kraftig vinkel, vilket innebar att de gjorde pyramidens topp trubbigare än nederdelen, vilket skapade en pyramid med egendomligt utseende.
Under den fjärde dynastin uppförde Cheops, Chefren och Mykerinos sina berömda pyramider på Giza-platån. Cheops pyramid är störst. När den färdigställdes var den 147 meter hög, nu har tio meter kapats av. Dessa stenar behövdes i bygget av ett tempel. Även under återstoden av det Gamla riket byggde kungarna pyramider, men dessa var generellt sett mindre och av sämre kvalitet (mer lertegel, mindre sten). Vid återförenandet av Egypten under den tolfte dynastin och Mellersta riket återtog man bruket att uppföra pyramider, men i och med det så kallade Andra intermediet blev detta bruk obsolet och de mäktiga kungarna tillhörande det Nya riket koncentrerade sig på andra byggprojekt och förlade sina gravar bland bergen i Konungarnas dal.
En pyramid påbörjades vanligtvis när kungen tillträdde sitt styre och avslutades vid hans död. Byggnaden startade alltid från insidan och växte jämnt åt alla fyra sidor, vilket resulterade i en regelbunden form oavsett om pyramiden blev liten eller stor. De huggna kvadratiska kalkstensblocken eller murade tegelstenarna staplades i trappstegsform. Därefter kläddes pyramiden från toppen och nedåt med polerade granitplattor. Gravkamrarna, som var tillgängliga genom långa gångar eller schakt, låg antingen i pyramidens kärna eller djupt ner i klippgrunden. Ingången placerades högt upp och var väl förseglad. Varje kammare innehöll en stensarkofag som skyddade kungens eller drottningens stoft mot snabbt förfall.
Egyptiska kungapyramider finns i ett hundratal och förekommer nästan bara i Kairo-trakten. Även i dagens Sudan finns pyramidformade kungagravar, men dessa är kvalitativt och kvantitativt beskedliga och härrör från det sista årtusendet f.Kr.

## Andra platser
Många av de förcolumbianska kulturerna i Syd- och Centralamerika uppförde också pyramider, till exempel i Chichén Itzá och Moche. Dessa är dock inte kungagravar utan kult- och offerplatser. Det finns även pyramidkonstruktioner i Polynesien, till exempel Pulemelei.
Cheopspyramiden är volymmässigt världens största förhistoriska rektangulära pyramid. Den är även den högsta. Men Stora pyramiden i Cholula i Mexico och gravpyramiden på Qin Shi Huangdis mausoleum i Kina vilar på betydligt större basarealer än Cheopspyramiden. Detta gör att dessa pyramiders volymer närmar sig Cheopspyramidens. Om man beaktar att dessa pyramider är gjorda av mer lätteroderat jordmaterial och är mycket sämre undersökta kvarstår möjligheten att de ursprungligen kan ha haft ungefär samma volym som Cheopspyramiden.